# Oriol Romeu
Oriol Romeu Vidal (Ulldecona, Tarragona, 24 de septiembre de 1991) es un futbolista español. Juega de centrocampista y milita en el F. C. Barcelona de la Primera División de España.
Fue considerado uno de los jugadores más talentosos que habían surgido de La Masía en su época. Por su forma de juego, llegó a ser comparado con Sergio Busquets.

## Trayectoria

### Inicios
Se formó en las inferiores del R. C. D. Espanyol antes de marcharse al F. C. Barcelona en 2004 con 12 años. Fue abriéndose paso a través de las diferentes categorías juveniles del club, desde el Infantil A, pasando por el Cadete B y A hasta llegar al Juvenil A. Durante su último año con el equipo juvenil, se unió al F. C. Barcelona "B" durante la temporada 2008-09 de la mano de Luis Enrique Martínez, debutando el 15 de marzo de 2009 frente a la S. D. Ibiza. Con este equipo, Oriol logró el ascenso a la Segunda División en la temporada 2009-10 y finalizó en el tercer puesto de la categoría la siguiente temporada.
El 21 de diciembre de 2009 Josep Guardiola le dio la oportunidad de jugar un partido amistoso con el primer equipo frente al Kazma S. C. de Kuwait. Sin embargo, su debut oficial no sería sino hasta el 14 de agosto de 2010 en el encuentro de ida de la Supercopa de España ante el Sevilla F. C., en donde disputó los 90 minutos, aunque el Barcelona sería derrotado por 3-1 para luego imponerse por 4-0 en el encuentro de vuelta. También debutó en Primera División el 15 de mayo de 2011 frente al Deportivo La Coruña, al haber entrado de cambio al minuto 82 por Jonathan dos Santos. En dicho encuentro, ambos equipos empataron a 0-0. Oriol fue visto como el futuro reemplazo de Sergio Busquets en el Barcelona, pero luego de la llegada del argentino Javier Mascherano al equipo, sus oportunidades se vieron disminuidas considerablemente. Aun así, luego de que equipos ingleses como el Liverpool F. C. o el Arsenal F. C. expresaran su interés en contratarlo, Oriol firmó una extensión de contrato con el Barcelona hasta 2012, con una cláusula de rescisión que se situaba en 30 millones de euros.
El 23 de julio de 2011 el Chelsea F. C. de Inglaterra confirmó haber llegado a un acuerdo con el Barcelona por la contratación de Oriol, pero debido a que en ese momento se encontraba en Colombia disputando la Copa Mundial de Fútbol Sub-20 de 2011 con España, Oriol no pudo completar su traspaso al Chelsea sino hasta el 4 de agosto de 2011, firmando un contrato de 4 años por un monto de 4,35 millones £, aunque el Barcelona incluyó una opción de recompra por 8,7 millones £ el primer año y por 13 millones £ el segundo año.
Su debut con el Chelsea en la Premier League sería el 10 de septiembre de 2011 en la victoria por 2-1 sobre el Sunderland A. F. C., al haber entrado de cambio al minuto 79 por Nicolas Anelka. Luego, Oriol disputaría su primer encuentro completo como titular en la victoria por 4-3 en penales sobre el Fulham F. C. en la Copa de la Liga el 21 de septiembre de 2011. Luego del encuentro, Oriol recibió elogios por parte del entrenador André Villas-Boas, quien describió su estilo de juego como «fuera de este mundo». Sin embargo, Romeu perdería protagonismo tras el cese de Villas-Boas y la llegada de Roberto Di Matteo.
Con la llegada de Benítez empezó a contar en los planes del nuevo entrenador, haciéndole entrar poco a poco en el equipo. Finalmente una lesión de rodilla el 11 de diciembre de 2012, en un partido contra el Sunderland le dejó fuera del equipo para el resto de la temporada.

### Valencia C. F. y VfB Stuttgart
El 11 de julio de 2013 se confirmó su cesión al Valencia C. F. de España, ya que el club valenciano tenía que reforzar la posición de mediocentro defensivo tras la marcha de su histórico futbolista David Albelda. El 4 de agosto de 2014 fue cedido al VfB Stuttgart.

### Southampton y Girona
A mediados de agosto de 2015 fue fichado de forma definitiva por el Southampton F. C. de Inglaterra por 7 millones de euros. Firmó un contrato por tres años. Finalmente estuvo siete, regresando el 31 de agosto de 2022 al fútbol español firmando por tres temporadas con el Girona F. C.

### Regreso a Barcelona
El 19 de julio de 2023, tras un año en Girona donde fue el jugador con más minutos, regresó doce años después al F. C. Barcelona con un contrato hasta 2026.

### Regreso a Girona
Tras la primera temporada como azulgrana, volvió al Girona F. C. para jugar como cedido durante la campaña 2024-25. En su presentación, reconoció que no había jugado bien en Barcelona.

## Selección nacional
Fue internacional con la selección de España sub-17, sub-18, sub-19, sub-20 y sub-21. Con la sub-17, disputó el Campeonato Europeo Sub-17 de 2008, en donde España se consagró campeona. Con la sub-18 logró el título de la Copa del Atlántico de Gran Canaria en 2009. Con la sub-19, Oriol logró disputar dos campeonatos europeos de manera consecutiva en 2009 y en 2010. En la edición de 2009 celebrada en Ucrania, su equipo no logró superar la primera fase del torneo, aunque en la siguiente edición celebrada un año después en Francia, España logró llegar a la final, solamente para ser derrotados 2-1 por los anfitriones. Con la sub-20, fue convocado a la Copa Mundial de Fútbol Sub-20 de 2009 celebrada en Egipto, siendo el jugador más joven de toda la convocatoria. España logró llegar solamente hasta octavos de final, en donde fueron eliminados por Italia. Dos años después, Oriol nuevamente participó en el mundial de la categoría, ahora celebrado en Colombia, en donde esta vez España logró llegar hasta cuartos de final, siendo derrotados por Brasil. Semanas después de haber participado en el mundial, debutó con la sub-21 el 1 de septiembre de 2011 en la victoria por 7-2 sobre Georgia.
En julio de 2012 fue incluido en la lista de 18 jugadores que participaron representando a España en los Juegos Olímpicos de Londres 2012.

### Participaciones en Eurocopas
| Eurocopa                                  | Sede    | Resultado    |
| ----------------------------------------- | ------- | ------------ |
| Campeonato Europeo Sub-17 de la UEFA 2008 | Turquía | Campeón      |
| Campeonato Europeo de la UEFA Sub-19 2009 | Ucrania | Primera fase |
| Campeonato Europeo de la UEFA Sub-19 2010 | Francia | Subcampeón   |

### Participaciones en Copas del Mundo
| Mundial                               | Sede     | Resultado        |
| ------------------------------------- | -------- | ---------------- |
| Copa Mundial de Fútbol Sub-20 de 2009 | Egipto   | Octavos de final |
| Copa Mundial de Fútbol Sub-20 de 2011 | Colombia | Cuartos de final |

## Estadísticas
- Actualizado el 25 de mayo de 2025.[61][62]

| Club                         | Div.          | Temporada     | Liga  | Liga  | Copas nacionales | Copas nacionales | Copas internacionales | Copas internacionales | Total | Total |
| Club                         | Div.          | Temporada     | Part. | Goles | Part.            | Goles            | Part.                 | Goles                 | Part. | Goles |
| ---------------------------- | ------------- | ------------- | ----- | ----- | ---------------- | ---------------- | --------------------- | --------------------- | ----- | ----- |
| F. C. Barcelona "B" · España | 2.ª B         | 2008-09       | 5     | 0     | ―                | ―                | ―                     | ―                     | 5     | 0     |
| F. C. Barcelona "B" · España | 2.ª B         | 2009-10       | 26    | 0     | ―                | ―                | ―                     | ―                     | 26    | 0     |
| F. C. Barcelona "B" · España | 2.ª           | 2010-11       | 18    | 1     | ―                | ―                | ―                     | ―                     | 18    | 1     |
| F. C. Barcelona "B" · España | Total club    | Total club    | 49    | 1     | 0                | 0                | 0                     | 0                     | 49    | 1     |
| F. C. Barcelona · España     | 1.ª           | 2010-11       | 1     | 0     | 1                | 0                | 0                     | 0                     | 2     | 0     |
| Chelsea F. C. Inglaterra     | 1.ª           | 2011-12       | 16    | 0     | 5                | 0                | 3                     | 0                     | 24    | 0     |
| Chelsea F. C. Inglaterra     | 1.ª           | 2012-13       | 6     | 0     | 2                | 1                | 1                     | 0                     | 9     | 1     |
| Chelsea F. C. Inglaterra     | Total club    | Total club    | 22    | 0     | 7                | 1                | 4                     | 0                     | 33    | 1     |
| Valencia C. F. · España      | 1.ª           | 2013-14       | 13    | 0     | 1                | 0                | 4                     | 0                     | 18    | 0     |
| Valencia C. F. · España      | Total club    | Total club    | 13    | 0     | 1                | 0                | 4                     | 0                     | 18    | 0     |
| VfB Stuttgart · Alemania     | 1.ª           | 2014-15       | 27    | 0     | 1                | 0                | ―                     | ―                     | 28    | 0     |
| VfB Stuttgart · Alemania     | Total club    | Total club    | 27    | 0     | 1                | 0                | 0                     | 0                     | 28    | 0     |
| Southampton F. C. Inglaterra | 1.ª           | 2015-16       | 29    | 1     | 4                | 1                | 2                     | 0                     | 35    | 2     |
| Southampton F. C. Inglaterra | 1.ª           | 2016-17       | 35    | 1     | 5                | 0                | 6                     | 0                     | 46    | 1     |
| Southampton F. C. Inglaterra | 1.ª           | 2017-18       | 34    | 1     | 6                | 0                | ―                     | ―                     | 40    | 1     |
| Southampton F. C. Inglaterra | 1.ª           | 2018-19       | 31    | 1     | 2                | 0                | ―                     | ―                     | 33    | 1     |
| Southampton F. C. Inglaterra | 1.ª           | 2019-20       | 30    | 0     | 5                | 0                | ―                     | ―                     | 35    | 0     |
| Southampton F. C. Inglaterra | 1.ª           | 2020-21       | 21    | 1     | 2                | 0                | ―                     | ―                     | 23    | 1     |
| Southampton F. C. Inglaterra | 1.ª           | 2021-22       | 36    | 2     | 6                | 0                | ―                     | ―                     | 42    | 2     |
| Southampton F. C. Inglaterra | 1.ª           | 2022-23       | 1     | 0     | 1                | 0                | ―                     | ―                     | 2     | 0     |
| Southampton F. C. Inglaterra | Total club    | Total club    | 217   | 7     | 31               | 1                | 8                     | 0                     | 256   | 8     |
| Girona F. C. · España        | 1.ª           | 2022-23       | 33    | 2     | 1                | 0                | ―                     | ―                     | 34    | 2     |
| F. C. Barcelona · España     | 1.ª           | 2023-24       | 28    | 0     | 2                | 0                | 7                     | 0                     | 37    | 0     |
| F. C. Barcelona · España     | Total club    | Total club    | 29    | 0     | 3                | 0                | 7                     | 0                     | 39    | 0     |
| Girona F. C. · España        | 1.ª           | 2024-25       | 25    | 0     | 0                | 0                | 6                     | 0                     | 31    | 0     |
| Girona F. C. · España        | Total club    | Total club    | 58    | 2     | 1                | 0                | 6                     | 0                     | 65    | 2     |
| Total carrera                | Total carrera | Total carrera | 415   | 10    | 44               | 2                | 29                    | 0                     | 488   | 12    |
| 1. 2.                        |               |               |       |       |                  |                  |                       |                       |       |       |

## Palmarés

### Títulos nacionales
| Título                     | Club            | País       | Año  |
| -------------------------- | --------------- | ---------- | ---- |
| Supercopa de España        | F. C. Barcelona | España     | 2010 |
| Primera División de España | F. C. Barcelona | España     | 2011 |
| FA Cup                     | Chelsea F. C.   | Inglaterra | 2012 |

### Títulos internacionales
| Título                       | Club (*)                  | País     | Año  |
| ---------------------------- | ------------------------- | -------- | ---- |
| Campeonato Europeo Sub-17    | Selección española sub-17 | Turquía  | 2008 |
| Liga de Campeones de la UEFA | Chelsea F. C.             | Alemania | 2012 |

(*) Incluyendo la selección.